# India Office

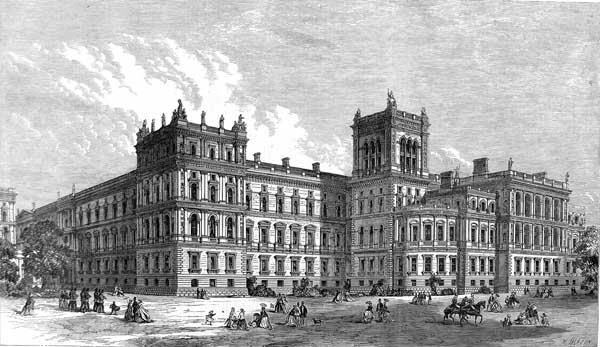
Teckning från 1866 av den byggnad i Whitehall där såväl India Office som Foreign Office fanns. Byggnaderna har senare använts av Foreign and Commonwealth Office.

India Office, "ministeriet för Indien", var ett brittiskt regeringsdepartement som existerade 1858–1947. Det stod under ledning av Indienministern (engelska: Secretary of State for India), biträdd av en parlamentarisk och en permanent (opolitisk) understatssekreterare. Dess ämbetsbyggnad låg vid Whitehall i London; löner och andra utgifter för India Office uppfördes på Indiens snarare än på det brittiska rikets budget.
Ministern för Indien representerade som medlem av Storbritanniens kabinett det Brittiska parlamentets högsta riksmyndighet och kunde i allmänhet påtvinga Indiens regering beslut. Han biträddes av ett råd (Council of India) med minst 8, högst 12 ledamöter (1924 var ledamöterna 11 till antalet, inklusive tre inder). Rätt många indiska ärenden överfördes efter hand från India Office till indiska regeringens representant i London, The high commissioner for India; en sådan utsågs första gången 1920.

## Bakgrund
Brittiska Indien var sedan 1858 ett under Förenade konungariket Storbritannien och Irland lydande rike, som sedan 1877 bar titeln kejsardöme. Brittiska parlamentet var den högsta lagstiftande myndigheten för Indien, och i detta parlament framlades även den indiska budgeten. Styrelsen över Indien utövades dels i England, dels i Indien.

## India Office organisation
Högsta ledningen av kejsardömets förvaltning tillkom ett på flera departement fördelat ämbetsverk (Office of the Secretary of State for India in Council, även kallat India Office). 
Ministerna biträddes av ett konsultativt förvaltningsråd av 10-12 medlemmar, som utnämndes av honom för 10 år och av vilka minst 9 måste ha i 10 år beklätt indiska ämbeten eller vistats i Indien och icke varit avlägsnade från Indien mer än 10 år före sin utnämning. De kunde avsättas genom en parlamentsakt. Ingen medlem kunde samtidigt sitta i parlamentet. Rådet, som sammanträdde minst en gång i veckan och av statssekreteraren delades i kommittéer, mellan vilka han fördelade ärendena, hade inte självt rätt att väcka förslag, och i ärenden, som fordrade sekretess (till exempel utrikespolitiken och frågor rörande vasallstaterna), kunde ministern handla självständigt, utan att rådfråga rådet. Ministern i rådet kontrollerade utgifterna för Indien och utfärdade förordningar till regeringen i Indien. 
Regeringen på plats i Indien leddes enrådigt av Indiens vicekung och generalguvernör, som utnämndes av kronan och residerade i Calcutta (från 1911 i Delhi), under den heta årstiden i Shimla i Himalaya. Han innehade högsta verkställande makten- i både civila och militära ärenden i Indien, hade tillsynen över hela landets förvaltning samt tillsatte alla högre ämbetsmän (utom guvernörerna i Madras och Bombay); han ledde Indiens diplomati och fastställde förvaltningsområdenas budgetar. Rådet (executive council) bestod av 6 av kronan vanligen för 5 år utnämnda ordinarie medlemmar (av vilka tre måste ha i 10 år beklätt något indiskt ämbete), generalbefälhavaren (i vissa frågor) samt vicekungen. 
I allmänhet avgjordes ärendena medelst majoritetsbeslut, men under vissa omständigheter kunde vicekungen handla mot rådets flertal. För lagstiftningsfrågor förstärktes rådet med högst 16 av vicekungen utnämnda "additional members for making laws and regulations" samt viceguvernören i den provins, där rådet sammanträdde. Dylika lagstiftande råd fanns i Madras, Bombay, Bengalen, Förenade provinserna Agra och Oudh, Punjab och Burma. Genom lag av 1892 ökades antalet infödda i rådet och gavs detsamma en begränsad rätt till interpellation och kritik i finansfrågor. 
Centralförvaltningen var delad i tio departement: utrikes-, finans-, inrikes-, lag-, inkomst- och jordbruks-, försvars-, intendentur-, allmänna arbetens, handels- och industri- samt järnvägsdepartementet, vart och ett under en sekreterare och under chefskap av en medlem av executive council utom ifråga om utrikesdepartementet, som löd direkt under vicekungen. Varje i Indien fattat beslut måste godkännas av vicekungen, men kronan kunde sedan upphäva det.